# Liste der Baudenkmäler im Bonner Ortsteil Hoholz
Die folgende Liste enthält in der Denkmalliste ausgewiesene Baudenkmäler auf dem Gebiet des Bonner Ortsteils Hoholz im Stadtbezirk Beuel.
Hinweis: Die Reihenfolge der Denkmäler in dieser Liste orientiert sich an den Straßennamen und ist alternativ nach Hausnummern, Denkmallistennummer oder Bezeichnung sortierbar.
Basis ist die offizielle Denkmalliste der Stadt Bonn (Stand: 15. Januar 2021), die von der Unteren Denkmalbehörde geführt wird. Grundlage für die Aufnahme in die Denkmalliste ist das Denkmalschutzgesetz Nordrhein-Westfalens.
| Bild           | Bezeichnung                     | Lage | Beschreibung | Bauzeit                | Eingetragen seit | Denkmal- nummer |
| -------------- | ------------------------------- | --- | --- | ---------------------- | ---------------- | --------------- |
| weitere Bilder | Fachwerkhaus                    | Birlinghovener Straße 17 Karte                                                                                        | |                        |                  | A 290           |
| weitere Bilder | Steinwegekreuz, „Richarz-Kreuz“ | Ettenhausener Straße Karte                                                                                            | | 19. Jahrhundert        |                  | A 2180          |
| weitere Bilder | Gut Ettenhausen                 | Ettenhausener Straße 91 Karte                                                                                         | |                        |                  | A 294           |
| weitere Bilder | Fachwerkhaus                    | Gielgenstraße 2 Karte                                                                                                 | Die Wände sind außen völlig verdeckt durch waagerecht schuppenförmig angebrachte Bretter, Stand August 2014.                                                                    |                        |                  | A 1294          |
| weitere Bilder | Fachwerkhaus                    | Gielgenstraße 6 Karte                                                                                                 | |                        |                  | A 3541          |
| weitere Bilder | Fachwerkhaus                    | Hoholzstraße 56 Karte                                                                                                 | Fachwerk-Winkelhofanlage; traufenständiges, 2-geschossiges Wohnhaus mit Satteldach; Fachwerkscheune in Ergänzung der Lehmstakung teilweise mit Tuff- oder Backstein ausgemauert | Anfang 19. Jahrhundert |                  | A 322           |
| weitere Bilder | Bildstock „Antonius-Häuschen“   | Siebengebirgsstraße, am südöstlichen Ende, L 83 an der Grenze zur Dissenbachtalstraße in Königswinter-Stieldorf Karte | Bildstock mit Statue des heiligen Antonius |                        |                  | A 2318          |

- Karte mit allen Koordinaten:
- OSM |
- WikiMap